# Wat Heb Je Nodig (nummer)
Wat Heb Je Nodig is een nummer van het Nederlandse cabaret- en zangduo Veldhuis & Kemper uit 2006. Het is de eerste single van hun gelijknamige derde studioalbum.
Het nummer gaat over een jongen die zijn afkeer uitspreekt over een kennis die voortdurend bij hem blijft plakken en zich aan hem opdringt. De kennis beschouwt zichzelf als een hele goede vriend van de jongen, maar heeft niet door dat de jongen hem eigenlijk niet eens mag en hem meer dan zat is.
"Wat Heb Je Nodig" werd geen hit. Het haalde slechts de 100e positie in de Nederlandse Single Top 100.